# Felisa Verdejo
María Felisa Verdejo Maillo (Salamanca 1950- ) es una catedrática de universidad del departamento de Lenguajes y Sistemas Informáticos de la UNED. Es una de las pioneras españolas en procesamiento del lenguaje natural e inteligencia artificial.

## Trayectoria
Realizó la tesis doctoral en Informática en la Universidad Pierre y Marie Curie (Paris VI).
Ha creado y fomentado grupos de investigación, en varias universidades, en los campos del procesamiento del lenguaje natural, inteligencia artificial y la educación a distancia. Ha desarrollado docencia e investigación en cuatro universidades españolas: Universidad Complutense (1978-1981), Universidad del País Vasco (1981-1985), Universidad Politécnica de Cataluña (1985-1991), y UNED (desde 1991).
Abrió e impulsó una línea de investigación estratégica, la que trata del procesamiento automático del idioma español para integrarlo en sistemas inteligentes y multitud de aplicaciones.
Sus logros científicos se plasman en sus publicaciones,
en los proyectos de investigación que en muchas ocasiones incluían a amplios consorcios que logró reunir y liderar con éxito, y en las veinte tesis doctorales que ha dirigido.
Su capacidad de liderazgo se ha plasmado en múltiples esfuerzos para la promoción y construcción de la comunidad científica en sus áreas de trabajo:
- Vicepresidenta de la COSCE (Confederación de Sociedades Científicas de España) desde marzo del 2009

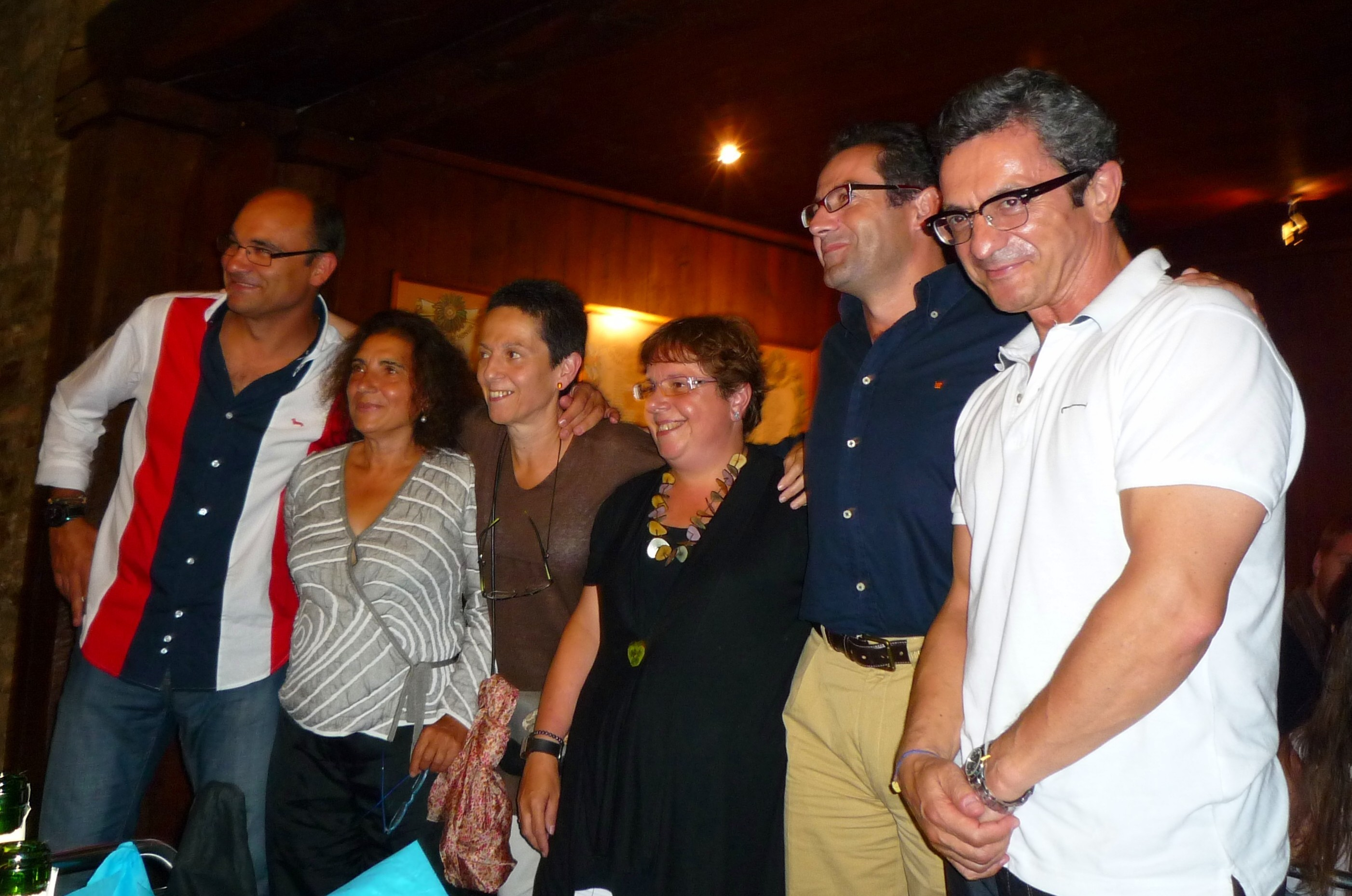
Presidentes y presidentas de la sociedad científica SEPLN en su 25 aniversario (2009)

- Presidentes y presidentas de la sociedad científica SEPLN en su 25 aniversario (2009)Fundadora de la sociedad científica SEPLN en 1983 (Sociedad Española para el Procesamiento del Lenguaje Natural)
- Fundadora de la sociedad científica AEPIA (Asociación Española para la Inteligencia Artificial),
- Fundadora de la sociedad científica Iberamia (Iberoamericana de Inteligencia Artificial).
- Miembro del "Working Group 3.6" del IFIP.
- Miembro del comité de la Global Wordnet Association.
- Miembro (grupo UNED) de ELSNET, Red de excelencia en Human Languages Technologies hasta 2004
- Miembro del “board” del SIG CSCL, Kaleidoscope, desde el 2004
- Miembro del “board” del SIG AI&ED, Kaleidoscope, desde el 2004
- Miembro del “steering committee” del Cross Language Evaluation Forum (CLEF), desde su fundación.
- Miembro del comité asesor del Instituto IMDEA de redes (2007-2010)

Ha formado parte muy activa en las agencias de evaluación de investigación y docencia. Como organizadora o promotora también ha participado en numerosas actividades de difusión de la investigación en el ámbito nacional, iberoamericano y europeo.

## Premios
En su vida profesional la Dra. Verdejo ha sido objeto de numerosos reconocimientos de la comunidad investigadora.
- Cabe destacar que en 2002 fue nombrada ECCAI Fellow, la más alta distinción de las asociaciones europeas en Inteligencia Artificial.[4]
- Premio Nacional de Informática José García Santesmases en 2014 a la Trayectoria Profesional para investigadores en ingeniería informática que han realizado aportaciones significativas de promoción, apoyo, e investigación de la Informática a lo largo de su vida.[5]
- El 28 de enero de 2016 fue nombrada doctora honoris causa por la Universidad de Alicante.[6]